# キース・ムーン
キース・ムーン（Keith Moon、本名：Keith John Moon, 1946年8月23日 - 1978年9月7日）は、イングランドのロック・ミュージシャン、ドラマー、俳優。
ザ・フーのメンバーとして、｢マイ・ジェネレーション」「恋のピンチ・ヒッター」「恋のマジック・アイ」「シー・ミー・フィール・ミー」「サマータイム・ブルース」「ピンボールの魔術師」「ロング・リブ・ロック」などの代表曲でドラムスを担当した。
2016年の「ローリング・ストーン誌の選ぶ歴史上最も偉大な100人のドラマー」に於いて、親友のジョン・ボーナムに次ぐ第2位。2013年のギブソン社の選ぶ「史上最高のロック・ドラマー×10人」に於いて第3位と、現在も高く評価されている。

## 生涯

### 生い立ち
ロンドン北西部、パーク・ロイヤルのセントラル・ミドルセックス公立病院で生まれ、ウェンブリーで育つ。幼少の頃から音楽好きで、3歳の頃にはすでにナット・キング・コールのレコードに聴き入っていたという。
1955年、映画『暴力教室』の主題歌「ロック・アラウンド・ザ・クロック」を聴いたことによりロックンロールに目覚める。12歳の頃より、地元の鼓笛隊でラッパやトランペットを吹き始めるが、全く上達しなかった。やがてドラムに転向し、16歳の頃に本格的なドラムキットを購入。地元の学校仲間とバンドを組んでプレイしていたが、やがてセミプロのバンドに加入し、本格的に音楽活動を行うようになった。当時、イギリスの労働者階級の子弟は、中学卒業後すぐに就職するケースが圧倒的に多かった。ムーンも15歳で学校を卒業し、1964年にザ・フーに加入するまでの間に、印刷工や電気工見習いなど、23回も職を変えた。

### ザ・フー加入
1963年4月、ビーチコーマーズというセミプロ・バンドに加入。同年10月にはシングルを発表しているが、このバンドは本格的にプロを目指そうとはしていなかった。このバンドに在籍していた頃からムーンはザ・ディトゥアーズ（後のザ・フー）のことは耳にしていた。1964年、ザ・フーが新ドラマーを探しているという噂を聞きつけ、4月の終わりにザ・フーのギグに訪れた。当時のザ・フーは前任のドラマー、ダグ・サンダムが脱退し、急場しのぎで別のドラマーを雇っていたが、ギグの途中でムーンの友人が「俺の連れのほうが上手い」とムーンをステージに上げた。その場でボー・ディドリーの「ロード・ランナー」を演奏したが、ムーンはそのパワフルな演奏でドラムを壊してしまい、メンバーの度肝を抜いた。ジョン・エントウィッスルは「キースの演奏を見た瞬間、『こいつに決まりだ！』と思った」と当時を振り返っている。ピート・タウンゼントもまた「キースを見出した時が正に俺達のターニングポイントだった」と認めている。
だがムーンは、すぐにはビーチコーマーズを脱退しなかった。メンバーから直接加入を打診されたわけではなく、さらに当時のザ・フーには契約の話が進んでいたフィリップス・レコードから紹介されたブライアン・レッドマンという別のドラマーがいたことが要因だった。だがムーンとレッドマンのプレイを再度比較した結果、レッドマンはメンバーから不適任と判断され、ムーンは晴れてザ・フーのメンバーとなった。

### ザ・フーのメンバーとして

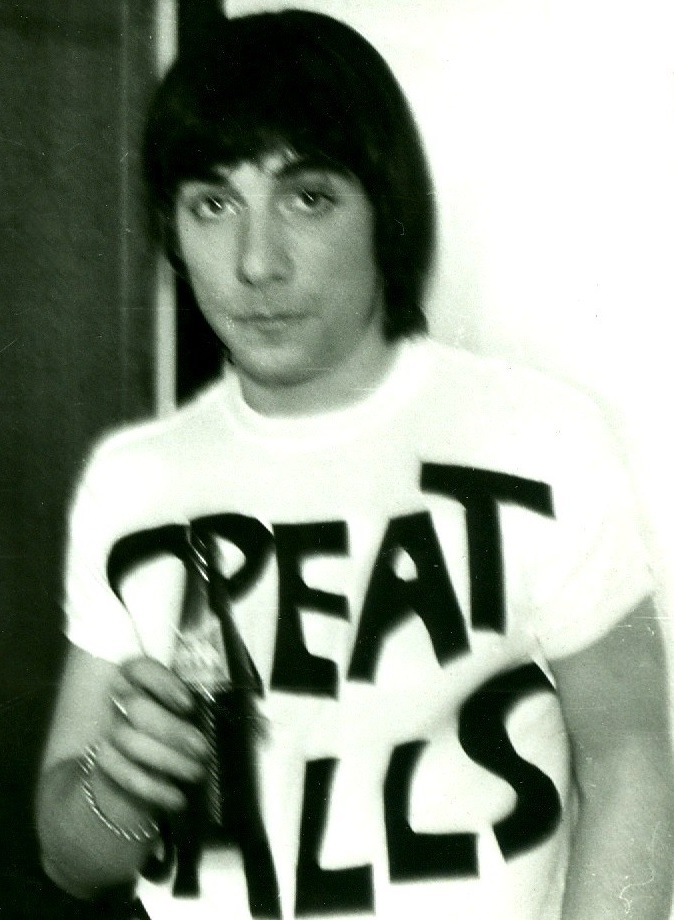
ザ・フー在籍初期（1967年）

1965年、ザ・フー名義での1stシングル「アイ・キャント・エクスプレイン」が全英8位という好調なスタートを切るが、バンド内ではドラッグの使用をめぐり、ロジャー・ダルトリーと他の3人の間に深刻な対立が起こっていた。緊張の糸は9月のヨーロッパツアー中についに切れた。ダルトリーはドラッグでハイになったムーンに激怒し、彼の錠剤を全てトイレに流してしまった。ムーンはタンバリンを武器にダルトリーに襲い掛かるが、ダルトリーに殴り返され気絶してしまう。タウンゼント、エントウィッスル、ムーンの3人は全員一致でダルトリーの解雇を決断するが、ダルトリーの謝罪とマネージャーのキット・ランバートの説得により、何とか元の鞘に収まった。65年には「マイ・ジェネレーション」でもドラムをプレイした。同曲はパンクのルーツの1曲として記録されている。
だが内紛はこれで収まったわけではなかった。1966年になると今度はムーンが脱退を考えるようになる。2月、彼はちょうど前任のドラマーが脱退したばかりのアニマルズへの加入を目論んでいた。同年5月、ジェフ・ベックに招かれセッションに参加。他のメンバーはジミー・ペイジ（ギター）、ジョン・ポール・ジョーンズ（ベース）、ニッキー・ホプキンス（ピアノ）。ムーンはこのバンドをレッド・ツェッペリンと命名。このセッションで「ベックス・ボレロ」を録音した。これがムーンにとってプロデビュー後初めてのザ・フー以外での仕事となったが、タウンゼントはこのセッションについて「あれは政治的な動きだった。キースはこうすることで俺達にザ・フーに戻って欲しいと言わせようとしてたのさ」と語っている。なお「ベックス・ボレロ」は、ベックの1stソロシングル「ハイ・ホー・シルヴァー・ライニング」のB面として発表され、後に第一期ジェフ・ベック・グループの1stアルバム『トゥルース』に収録された。
このセッションから間もない5月20日、テレビ番組『レディ・ステディ・ゴー』のパーティーに出席してエントウィッスルと共にライブに2時間以上遅刻。するとダルトリーとタウンゼントが二人を待たずに、前座を務めたバンドのベーシストとドラマーを代わりに入れて勝手にライブを始めていたので、ムーンは激怒して大喧嘩を起こして、足を3針縫う怪我を負った。彼はその場にいた記者たちにエントウィッスルと共にザ・フーを脱退すると宣言し、1週間ほどライブをボイコットしたが、25日までには仲直りして脱退を取り下げた。
この年の3月、17歳のキム・ケリガン（Kim Kerrigan）と結婚。7月に娘のアマンダ・ジェーンが生まれている。
1966年から1969年までの間、ムーンは「恋のピンチ・ヒッター」「マジック・アイ」「ボリス・ザ・スパイダー」などのザ・フーの代表曲の演奏に参加した。彼等は、モンタレーやウッドストック などのロック・フェスティバルに積極的に出演して、世界のロック・ファンに知られるようになり、ムーンの豪快なドラミングも人々に強烈な印象を与えた。
1970年1月、あるパーティの帰りに、彼や妻キムの乗る車が若者の集団に囲まれて襲撃を受ける。彼の運転手だったコーネリアス・ボランドが道を空けさせようと車から降りたところを、彼は誤って車を発進させ、ボランドを轢いて死なせてしまう。彼は謹慎の身となるが、2月に裁判所でボランドの死は事故と断定され、彼は無罪となった。なお、当時彼は飲酒した上に無免許であったが、これについても情状酌量により刑罰は与えられなかった。だがこの事件は彼に暗い影を落とし、以後彼の行動はさらに厄介なものになっていった。
ムーンはザ・フーの「サマータイム・ブルース」（1970年）でも秀逸なドラミングを披露した。同曲はエディ・コクランの原曲（1959年）をカバーしたもので、ウッドストックでの演奏場面が映画『ウッドストック/愛と平和と音楽の三日間』（1970年）に収録されて人気を呼び、彼等の代表曲となった。
1971年、フランク・ザッパの映画『200モーテルズ』に尼僧役で出演。後に本格的に俳優としても活動したダルトリーに先んじた俳優デビューを果たし、以後数年に渡って、その強烈なキャラクターを生かして脇役として活躍した。翌1972年12月にロンドンで開かれたロンドン交響楽団とイギリス室内合唱団の『トミー』のチャリティー・コンサートに、リンゴ・スターの代役でトミーの叔父アーニー役で出演。
1973年、ムーンの乱行に耐えられなくなった妻キムが娘のアマンダを連れて家を出て行き、彼はさらに自暴自棄になっていく。アルバム『四重人格』発表に伴う北米ツアーの初日に当たる11月20日のカリフォルニア州デイリー・シティ公演では、ファンからもらった酒と動物用の鎮静剤の混ぜ物を本番前に飲んでしまい、本番中に意識を失って担ぎ出された。残ったメンバーは、観客からドラムを叩ける者を彼の代役に募って急場を凌がざるを得なかった。12月2日のモントリオール公演の後には、滞在先のホテルで破壊騒ぎを起こして、タウンゼントやエントウィッスルを含めた関係者16人と共に一晩牢屋に入れられた。
1974年4月、イギリスを離れ、ガールフレンドでスウェーデン人モデルのアネット・ウォルター＝ラックス（Annette Walter-Lax）と共にロサンゼルス郊外のマリブに移住。ジョン・レノンやハリー・ニルソンと毎晩のように飲み歩く。レノンのプロデュースによって同年に発表されたニルソンのアルバム『プシー・キャッツ』にドラマーとして参加。彼はザ・フーのメンバーの中で唯一ソロ作品を発表していなかったが、二人に影響されてソロ・アルバムを製作し始めた。また4月に始まった映画『トミー』（1975年公開）の撮影で叔父アーニーを演じた。
1975年3月、唯一のソロ・アルバム『トゥー・サイズ・オブ・ザ・ムーン』を発表。リンゴ・スターやジョー・ウォルシュなど豪華ゲストを迎え、自らボーカルをとった。200,000ドルもの制作費が費やされたものの、アルバムはチャートインを果たせず、制作費を回収するには至らなかった。しかし彼は懲りずに、同年9月、周囲の反対を押し切って2枚目のソロアルバムのためのレコーディングセッションを行う。アルバムは結局完成せず、この時に録音された楽曲は、のちに『ツー・サイズ・オブ・ザ・ムーン』のCDにボーナストラックとして収録された。
アルバム『ザ・フー・バイ・ナンバーズ』の発表に伴って、ザ・フーが1975年の年10月初めから翌1976年10月末までヨーロッパと北米でおこなったツアーは大きな成功に終わり、彼らはローリング・ストーン誌の1976年最優秀グループに選ばれた。しかしムーンはツアーの合間の1976年1月、ロンドンでアルコールの禁断症状を起こし一時意識不明に陥る。また同年3月9日、二巡目のアメリカ・ツアーの初日のボストン公演では、開始間もなく倒れてコンサートを中止させてしまった。同年8月にはマイアミで致死量に至るほどの飲酒をし、8日間の入院を余儀なくされている。その際に医師から「飲酒を控えなければ3か月以内に死ぬだろう」と警告された。10月21日のトロント公演で終わったこのツアーが、ムーンの生涯で最後のものになった。10月23日にはイギリスの報道機関が、彼が12月15日にロサンゼルスでウォルター＝ラックスと再婚する予定であると報じたが、彼の生活が改まることはなく、健康状態は悪化の一途をたどり、ザ・フーはライブ活動から遠ざかっていった。
1977年9月、ザ・フーは新作アルバムの為のリハーサルを開始し、翌1978年5月までレコーディングを行なった。この頃になると彼はもはや6/8拍子を叩くことができなくなっていたという。彼がミスを連発するのに堪えかねて、タウンゼントが「真面目にやらないなら辞めろ」と怒ると、彼は「俺は世界一のキース・ムーン・スタイルのドラマーだ!」と怒り返してきたという。5月25日にはシェパートン・スタジオに500人ほどの聴衆を特別に招待して、ザ・フーのドキュメンタリー映画『キッズ・アー・オールライト』の為のライブが行われた。彼の体調は優れなかったが演奏は上手くいき、聴衆も非常に熱狂して撮影は成功した。このライブが彼の最後のステージとなった。8月、3年ぶりの新作『フー・アー・ユー』発表。このアルバムが彼の在籍中にザ・フーが発表した最後のオリジナル・アルバムになった。

### 死去
1978年9月1日、ムーンは映画『キッズ・アー・オールライト』の無音部分に音を重ねるためのレコーディングに参加したが、2、3時間もするとスティックを握るのがやっとの状態になったという。
9月6日、バディー・ホリーを記念してポール・マッカートニーがロンドンで主催したパーティーにウォルター＝ラックスと出席。メイフェアにあるフラットに戻って、翌7日の朝、彼女が作った朝食をとり、アルコール依存症の離脱症状を抑えるヘミネブリン（クロメチアゾール）を32錠も飲んで、昼寝についた。ウォルター＝ラックスは彼のうるさい鼾から逃れるために別の部屋にいたが、彼女が午後3時ごろ寝室を覗くと、彼はうつぶせのまま動かなくなっていた。すぐさま病院に担ぎ込まれたが死亡が確認された。享年32歳。警察は検死の後、死因は飲み込んだ32錠のヘミネブリンのうち6錠が消化されたことによるオーバードーズであると発表した。
尚、彼が最期を迎えたフラット（メイフェア・カーズン街9の12号フラット）は、1974年に元ママス・アンド・パパスのキャス・エリオットが死亡した部屋と全く同じだった。更に2人の享年は共に32歳だった。。
遺体は11日にロンドンのゴルダーズグリーン火葬場にて荼毘に付された。13日に行われた葬儀にはウォルター＝ラックス、元妻のキムと娘のアマンダ、タウンゼント、ダルトリー、エントウィッスル、エリック・クラプトン、ビル・ワイマン、チャーリー・ワッツらが出席した。

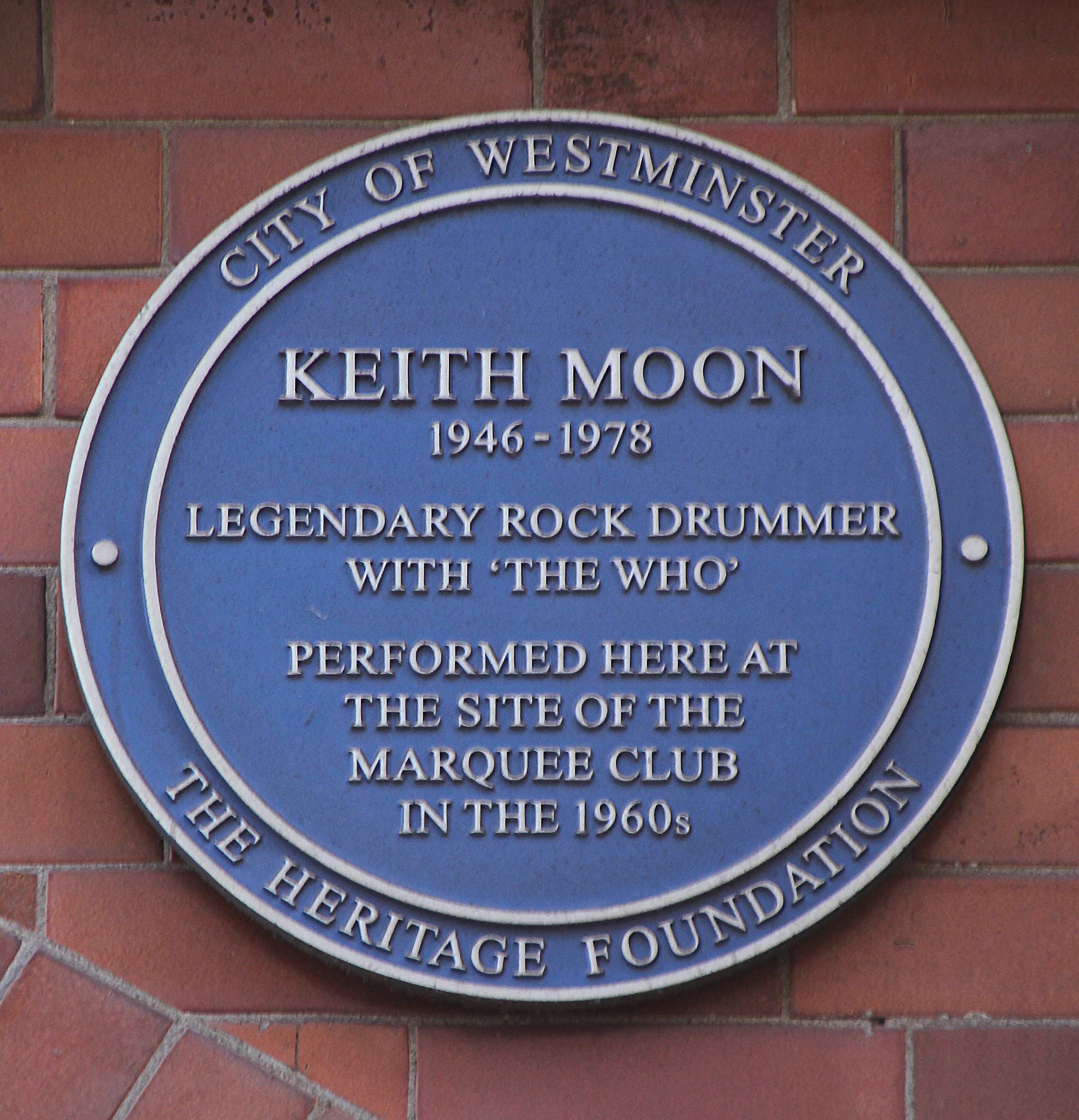
ロンドンにある碑標

### その後
ムーンの死の翌日、タウンゼントは「俺達はロック界きっての天性のドラマーを失った。俺達は彼を愛していたが、彼は逝ってしまった。だが俺達は、かつてないほど活動続行へ燃えている。キースがバンドに注いでくれた精神を持ち続けていこうと思ってる。例え彼の代わりになる人間などいないとわかっていても」という声明文を発表して、ザ・フーの活動継続を宣言した。翌1979年、彼等は元フェイセズのケニー・ジョーンズを加入させ本格的に活動を再開するが、やはりムーンを失った影響の大きさには耐えられず、1982年9月から12月までフェアウェル・ツアーを行なって解散した。
タウンゼント、ダルトリー、エントウィッスルはライブ・エイド（1985年）、英国レコード産業協会の特別功労賞の受賞式（1988年）、結成25周年記念ツアー（1989年）で結集してザ・フー名義の一時的な活動を行なった。そして1996年、3人はプリンス・トラストのコンサートでアルバム『四重人格』を完全再現する為に再結集したことをきっかけに、ザ・フーの本格的な復活を果たした。彼等がサポート・メンバーとして迎えたドラマーは、リンゴ・スターの長男で、少年時代にムーンに可愛がられてドラムを教えてもらったザック・スターキーだった。以後2023年現在まで、ザ・フーのステージでは幾つかの例外を除いてスターキーがドラムを叩き続けている。

## 音楽スタイル

### ドラマーとして

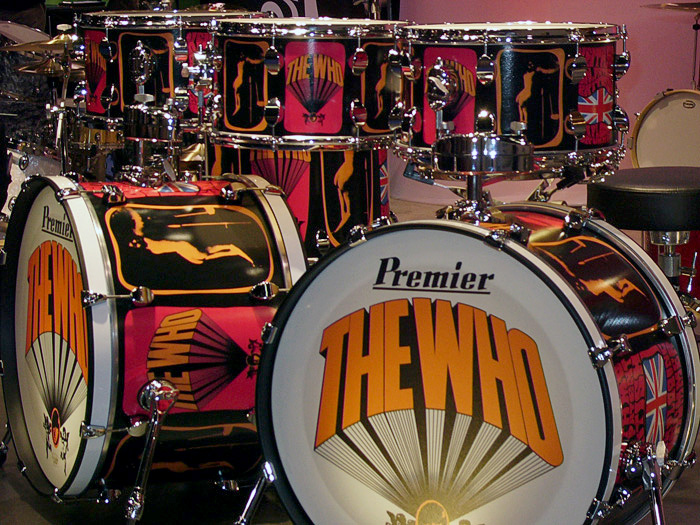
愛用したプレミア (premier)製ドラムセット

ムーンの非常に個性的なプレイスタイルは、同時代及び後進の数多のドラマーに多大な影響を与えた。それまでドラマーの主な役割がリズム・キープに終止していたのに対し、ムーンのプレイは、ある意味でリード・ボーカルよりも先行した「リード楽器」として、タウンゼントのパワーコードと重なり合い、見事に引き立ちあっていた。タウンゼントもまた「ベースやドラムがリード楽器となりギターがリズム楽器と、本来の役割が逆転していたのが、ザ・フーのユニークさだった」と認めている。そのラウドなドラムはマイクなしでも十分なほどであり、エントウィッスルは「キースの音がやたらでかいから、俺もピートもマーシャルを積み上げなきゃならなかった」と語っている。ステージでは並々ならぬ技量と共にショーマンシップを発揮、スティックを廻したり空中に放り投げてはキャッチ、という「芸」も披露。ギターを破壊するタウンゼントに影響される形で、ムーンもまたステージでドラムを破壊した。まさに「ドラム革命」とも呼べる、ドラマーの新たな役割を示した。また、ムーンのドラムプレイは半ばアドリブといえるようなものであり、同じ曲でも演奏のたびに細部が異なっていた。
ムーンのプレイの大きな特徴として、ハイハットをほとんど使用しないことが挙げられるが、エントウィッスル曰く「キースはハイハットが使えなかった」のだという。リズムキープには大体クラッシュシンバルもしくはライドシンバルを使い、ハイハットはただ置いてあるだけということも多かった。また、ムーンのドラムスはスネア、タム、バスドラムそれぞれの音量がほとんど同じという特徴がある。エントウィッスルは「全て同じようにチューニングしてあるから、キースのドラムはどれも同じ音に聞こえるんだ」と語っている。
ムーンの「リードドラム」と共に「リードベース」を担当してきたエントウィッスルは、ムーンのドラミングについて「キースはタイムキープが出来なかった。調子が悪いと遅くなり、調子がいいと速くなる。タイムキーパーは俺の役目だった。キースは自分がどんなに馬鹿をやっても俺がついて来ることがわかっていたから、好き放題にやっていた」と語っている。また彼のドラミングを一番よく表している曲として、1stアルバム『マイ・ジェネレーション』に収録された「ジ・オックス」を挙げている。
ムーンは最も影響を受けたドラマーに、D・J・フォンタナやシャドウズのトニー・ミーハンと共に、リンゴ・スターの名前を挙げている。また1972年のインタビューでは、アージェントのボブ・ヘンリットも挙げている。

### ボーカル
ムーンは歌唱力に問題があったとされ、ほとんどの場合ボーカル録りには参加させてもらえなかった。一方、2ndアルバム『ア・クイック・ワン』（1966年）に収録された自作曲「アイ・ニード・ユー」や、EP『レディ・ステディ・フー』（1966年）に収録された「バーバラ・アン」「バケット・T」ではリード・ボーカルを担当した。
1972年のインタビューで「他のメンバーがスタジオで歌ってると、皆が俺に『失せろ』って言うんだ」と告白している。無論それでおとなしく引き下がる彼ではなく、「ハッピー・ジャック」のレコーディング時にはこっそりマイクの前に忍び込んで無理やり歌おうとした。この曲の終盤部でタウンゼントが「I saw ya!（見つけたぞ！）」と叫んでいるのはそのためである。また他のメンバーが歌っている前でハチの格好をし、メンバーを笑わせるいたずらをしたこともあるという。
ステージでは1960年代の終わり頃から「アイ・キャント・エクスプレイン」のコーラスに参加するようになった。1973年10月に始まった『四重人格』ツアーでは、アルバム『四重人格』の収録曲「ベルボーイ」でスタジオ録音と同様にベルボーイの役を担って、ダルトリーからマイクを受け取ってバッキング・テープの再生音に合わせて独唱した。1975年10月に始まった『ザ・フー・バイ・ナンバーズ』ツアーでは、『トミー』の叔父のアーニーの役を担って、「フィドル・アバウト」と「トミーのホリディ・キャンプ」でリード・ボーカルを担当した。

### 作曲
作曲に関わることはあまりなかった。彼の名前が作曲者としてクレジットされているザ・フーの楽曲は前述の「ジ・オックス」「アイ・ニード・ユー」を含めた以下の8曲で、ダルトリーの4曲に次いで少ない。
- 「ジ・オックス」（アルバム『マイ・ジェネレーション』収録。タウンゼント、エントウィッスル、ニッキー・ホプキンスとの共作）
- 「アイ・ニード・ユー」（アルバム『ア・クイック・ワン』収録）
- 「くもの巣と謎」（アルバム『ア・クイック・ワン』収録）
- 「イン・ザ・シティ」（シングル「アイム・ア・ボーイ」B面曲。エントウィッスルとの共作）
- 「ガールズ・アイズ」（『ア・クイック・ワン』1995年リイシュー版に収録）
- 「ドッグス（パート2）」（シングル「ピンボールの魔術師」B面曲）
- 「トミーのホリデイ・キャンプ」（アルバム『トミー』収録）
- 「ワスプ・マン」（シングル「奴等に伝えろ！（英語版）」B面曲）

このうち「トミーのホリデイ・キャンプ」は、ホリデイ・キャンプというムーンのアイデアにインスピレーションを得てタウンゼントが作詞作曲した曲で、タウンゼントの計らいでムーンが作者としてクレジットされた。

### セッション活動
ムーンの初めての課外活動は、前述のとおり1966年の「レッド・ツェッペリン・セッション」だった。この時5人中4人がかなりの手ごたえを掴み、パーマネントなバンドとしての活動を希望したが、ジョン・ポール・ジョーンズが乗り気でなかったことと、良いシンガーが見つからなかったことを理由に実現しなかった。だがその後もジェフ・ベックは彼の引抜きを考え、第一期ジェフ・ベック・グループのファーストアルバム『トゥルース』の録音に彼を招聘したが、ザ・フーの活動が多忙になりお流れになった。
その後も、ビートルズの「愛こそはすべて」（1967年）にコーラスで参加したり、プラスティック・オノ・バンドの公演（1969年）に客演したり、課外活動も精力的にこなした。

## 人物・エピソード
ドラムプレイ同様、性格的にも非常に個性の強い人物だった。子供の頃からやんちゃな性格で、よく授業中に悪ふざけをしては教師達から怒りを買っていた。また、戦後のブリティッシュ・ユーモアを確立したといわれるBBCラジオのお笑い番組『ザ・グーン・ショー』にも、ロックと同様に強い影響を受けている。
ザ・フーの最初のプロダクション・マネージャーを務めたマイク・ショウは、デビュー当時のムーンについて「内気な男だった」と振り返っている。その頃はメンバーの中で最も女性ファンからの人気が高かった。だが20代半ばに差し掛かると容姿がかなり老け込んでしまい、バンドのセックスシンボルはダルトリーに取って代わられることとなった。
タウンゼントによれば「キースは凄く難しいタイプだった」らしく、懐柔の為に彼が好きなビーチ・ボーイズの音楽性を取り入れたと語っている。一方、彼は他のメンバーに対して深い愛着を持っており、1972年のインタビューでは「（他のメンバーとは）もっとしょっちゅう会いたい」「俺は一生ずっとみんなと一緒にやっていけると思ってる。他に一緒にやりたい奴なんていないし」という発言を残している。長期のオフなどで他のメンバーに会えない時期が続くと、彼は孤独感からかタウンゼントの家に明け方におやすみの挨拶と愛していることを伝えるためによく電話をかけてきたという。ある時、通話中に彼が寝てしまい、タウンゼントは話が終ったと思って電話を切ったつもりだったが、受話器をきちんと元の位置に置かなかったので、数時間後にタウンゼントの妻が電話をかけようと受話器を取るとムーンの鼾が聴こえてきたというエピソードもある。
1974年3月、ムーンはイギリス映画『スターダスト (1974年の映画)』の撮影中に受けたインタビューで「自分が役者じゃなかったことなんてないと思う。ドラムを叩いてる時だって演じてるんだよ。俺は俳優じゃないが、演奏にだって演技の要素があって、ただ少し手法が違うだけなんだ。俺が演じてない時なんてほとんどないよ…寝てる時以外はね」と語っている。
生前に年齢を1歳偽っていた。その為、プロフィールに「1947年に生まれて、31歳で没」となっている文献が幾つかある。

### 『ムーン・ザ・ルーン』
人々はムーンを『ムーン・ザ・ルーン』（Moon the Loon）と呼んだ。ルーンとはcrazyの意味である。
彼は「ドラムを100セット壊すことが目標」と豪語して、その生涯を通じて「壊し屋」としての名声を欲しいままにした。タウンゼントもギターやアンプも壊したりしたので、機材の弁償額が、たびたびバンドのギャラを上回った。彼は、ホテルの窓や友人の家、あまつさえ自分の家でさえも、高窓から家具を投げ捨て配管に爆竹を仕掛け、廃墟にしてしまった。特に有名なのが1967年、テレビ番組「スマザーズ・ブラザーズ・ショー」での出来事で、彼は自分のバスドラムに安全基準を超える閃光粉を仕込み、曲の最後に爆発させたが、この爆発でタウンゼントの耳が一時聞こえなくなり、ダルトリーも鼓膜が破れるほどの怪我を負う。さらに出番待ちをしていたベティ・デイヴィスが気絶し、彼自身も脳震盪を起こし、腕に切り傷を負った。同じ67年には、自分の誕生パーティーで消火器をまき散らす、ピアノを破壊するなどの騒乱状態となり、バンドは2万4千ドル（当時のレートで860万円）を弁償せざるをえなくなった。また、すべてのホリデイ・インから出入り禁止の処分を受けてしまう。ザ・フーの活動開始から彼が死去するまでの14年間で、彼の破壊行動による被害額は約50万ドルとも言われている。
この他にも、爆竹でトイレを破壊する、退屈しのぎに自宅の窓をショットガンで吹き飛ばす、等々、彼の度の過ぎたいたずらは枚挙に暇がない。ホテルに泊まれば必ず部屋を破壊するため、全てのホテルチェーンから出入り禁止を喰らっていると自ら語っている。その後も世界のホテルで破壊行動を起こし、「破壊王」という有り難くないニック・ネームもつけられてしまった。ムーン自身が開いたパーティでもそうでないパーティでも、彼が参加したパーティは必ずむちゃくちゃに破壊され、そして本人は必ず全裸になった。ミック・ジャガーが、とあるパーティに招待されて会場へと入ったところ、ムーンの姿を見かけた瞬間逃げ帰った、という逸話もある。あまりにも彼の振る舞いがひどく、入れるパブが無くなったので自ら出資してパブを作ったこともある。1974年に、出会って間もないガールフレンドだったウォルター＝ラックスと共にカリフォルニアに移住してからもムーンの悪行はやまず、隣人のスティーヴ・マックイーンの邸宅にバイクで突っ込んだり、マックイーンの息子にマリファナを勧め、拒否されるとつかみ合いの喧嘩を始めるという有様だった。また女装癖もあり、多数の女装写真が残されている。ボンデージを着用してSM嬢にムチで叩かれながらインタビューを受けたこともある。この様子は映画『キッズ・アー・オールライト』にも収録されている。死の直前の1978年7月にも、飛行機内で操縦室に乱入し操縦台でドラミングの真似をして、飛行機から降ろされた。
数々の蛮行に、インタビューアーから「ドラマーとしての評判に傷がついたりしないか」と質問されたが、それに対しムーンは「俺は偉大なドラマーになろうなんて思わない。ザ・フーでドラムスが出来ればそれでいいんだ」と答えた。

### 私生活
ムーンはデビューする頃にはすでにアルコールとドラッグに浸かっていた。ダルトリー以外のメンバーはドラッグに手を出していたが、ムーンは特にひどく、前述した運転手ボランドの死亡、妻キムとの別居と離婚を経て、飲酒と薬物摂取はますますひどくなり、幾度となくコンサートを中断せざるを得ないほどにまで依存症状が悪化した。ウォルター＝ラックスとの生活が始まっても依存症状は酷く、晩年になると「特殊部隊が小さな宇宙人を使って俺を監視している」という幻覚を見るまでになる。彼の健康状態の悪化は、『ザ・フー・ハイ・ナンバーズ』ツアーが終わった1976年10月末から彼が死亡する1978年9月まで、ザ・フーがコンサートツアーを行なえなかった理由の一つである。
晩年は、これまでの生活習慣を改めようとアルコール依存症の治療を受けており、死の前日に参加したパーティーでも彼は酔ってはいなかった。だが皮肉にも治療薬として処方されていたヘミネブリンの過剰服用が、結果的に彼を死に至らしめることとなってしまった。ダルトリーは後に「キースを救ってあげられなかったことを非常に後悔している」と語っている。

### 交友関係
ザ・ビートルズ
リンゴ・スターはムーンにとって最も影響を受けたドラマーの一人であると共に親友でもあった。スターと初めて会ったのは1965年、バーでビートルズのメンバーが飲んでいるところにムーンが現れて「俺をビートルズに入れてくれよ」と言ったのをきっかけに仲良くなったという。ムーンは1967年に「愛こそはすべて」にコーラスの一人として参加したので、彼の希望は、ある意味実現したことになる。
ムーンは晩年にスターの長男であるザック・スターキーを可愛がってドラムを教えており、スターキーからは「キースおじさん」と慕われていた。
ジョン・レノンとは1974年に移住したカリフォルニア州で飲み歩く仲になり、レノンのライブにムーンが飛び入り参加したり、ムーンのソロ・アルバムにレノンが楽曲提供したりという親交があった。
ムーンは死の前日、ポール・マッカートニーが主催するパーティに参加している。
ローリング・ストーンズ
メンバーたちと交流があり、ロックンロール・サーカス（1968年）で共演した際には、当時バンド内で孤立していたブライアン・ジョーンズとも気さくに談笑していた。
レッド・ツェッペリン
「レッド・ツェッペリン」というバンド名の由来は、ムーンが1966年のベック、ペイジらとのセッションで、「もしも俺たちが今いるバンドを辞めたら、きっと向こうは鉛の風船みたいに急降下だろうぜ。いや、鉛の飛行船（lead zeppelin）かな？」と発言したことによる。
ムーンとジョン・ボーナムは大親友且つ呑み仲間だった。ムーンは1977年6月のレッド・ツェッペリンのロサンゼルス公演に飛び入り参加し、ドラムソロを披露するボーナムの横でティンパニを叩きまくった。この時の模様は複数の海賊盤に収録されている。二人ともホテル破壊で有名で、奇縁なことに同じ32歳で死去した。

## 使用機材
ラディック
デビュー時の1964年から1965年まで使用。フィニッシュはオイスターブラックパール、後にシルバースパークル。この頃はまだワン・バスでタムやシンバルの数は少なく、シンプルなセッティングであった。以下は1965年当時のセッティング。
- ドラムス
  - 22×14BD、16×16＆14×14FT、13×9TT、14×？SD（メタル400）
- シンバル（ジルジャン）
  - 20・18・14

プレミア
1965年から1978年の死の直前まで使用。1966年5月よりツー・バスとなる。フィニッシュは1965年から1967年まではレッドスパークル、1967年から1968年まではサイケデリックなペイント、1968年から1970年まではシャンパンシルバー、1970年から1974年までは黒または金、1975年から1976年まではクリーム、1977年以降はクロームメッキ。材質は1965年から1970年まではバーチ、1970年から1976年まではマホガニー、1977年以降は再びバーチに戻った。ドラムやシンバルの数は年ごとに増えていき、最盛期にはタムタムだけで10個以上にもなった。以下は最も大掛かりなものとなった1975年から1976年までのセッティング。
- ドラムス
  - 22×14BD×2、18×16＆16×18FT、14×10TT×3、16×16＆15×12＆14×10＆13×9＆12×8＆10×6.5MTT
  - 14×6.5or5.5SDグレッチ
  - 22.5ティンパニ×1or2
- シンバル（パイステ2002シリーズ）
  - 22・20・14・18・14
  - ゴング×1or2(1x30″, 1x36″)

ジッコス
1970年のBBC1の大晦日特番の収録のためにオーダーした、透明なアクリル製のドラムキット。1974年のABCの特番「ワイド・ワールド・イン・コンサート」出演時にもやはり透明なドラムスが使用されたが、こちらはジッコス製ではなくラディックのビスタライト・ドラムである。この時ムーンはフロアタムに水をはり、そこに金魚を入れてドラムソロを披露したが、この演出に動物愛護者から苦情の電話がかかってきた。

## ディスコグラフィ

### ソロ作品

#### アルバム
- トゥー・サイズ・オブ・ザ・ムーン - Two Sides Of The Moon（1975年）

ムーンが生前唯一残したソロアルバム。敬愛するビーチ・ボーイズやビートルズのスタンダードナンバーのカバーの他、ザ・フーの「ザ・キッズ・アー・オールライト」を自分で歌っている。さらに、ジョン・レノンやハリー・ニルソンからも楽曲提供を受けている。1995年には未完成に終わった2枚目のソロ・アルバムのために録音された未発表曲を追加収録して再発売された。2006年に発売された2枚組のデラックス・エディションでは親友のリンゴ・スターと一緒にレコーディングを楽しむ光景も聴くことができる。

#### シングル
- Don't Worry Baby / Teenage Idol（1974年）
- Don't Worry Baby / Together（1975年）
- Solid Gold / Move Over Miss L（1975年）
- Crazy Like A Fox / In My Life（1975年）

### 参加作品
一部、文献より引用。
- I Stand Accused / All My Life - The Merseybeats（1965年）
- Hi Ho Silver Lining / Beck's Bolero - Jeff Beck（1967年）
- All You Need Is Love / Baby You're A Rich Man - The Beatles（1967年）
- Truth - The Jeff Beck Group（1968年）
- Witchi Tai To / Jam - Topo D. Bil（1970年）
- Suspicion(Vivian Stanshall's Gargrantuan Chums) / Blind Date - Big Grunt（1970年）
- Smiling Man with Bad Reputations - Mike Heron（1971年）
- Smash Your Head Against The Wall - John Entwistle（1971年）
- Do The Albert / Commercial Break - The Scaffold（1971年）
- Sometime In New York City - John Lennon and Yoko Ono（1972年）
- Hands Of Jack The Ripper - Lord Sutch And Heavy Friends（1972年）
- Pale Horse - Dave Carlsen（1973年）
- That'll Be The Day (Soundtrack)（1973年）
- Valentine - Roy Harper（1974年）
- Flashes from the Archives of Oblivion - Roy Harper（1974年）
- Pussy Cats - Harry Nilsson（1974年）
- Reel to Real - Love（1974年）
- Tommy The Original Soundtrack Recording（1975年）
- Flash Fearless Vs. the Zorg Women, Parts. 5 and 6（1975年）
- 20th Anniversary Of Rock'N'Roll - Bo Diddley（1976年）
- All This And World War II -（1976年）
- Rock Rolls On - Michael Bruce（1983年）

## フィルモグラフィ
- 『200モーテルズ（英語版）』（1971年）[69]
- 『ドラキュラの息子 (1973年の映画)（英語版）』（1973年）[70]
- 『マイウェイ・マイラブ（英語版）』（1973年）[71]
- 『スターダスト (1974年の映画)（英語版）』（1974年）[72]
- 『トミー』(1975年)
- 『結婚狂奏曲セクステット（英語版）』（1978年）[73]
- 『キッズ・アー・オールライト』（1978年）
- 『さらば青春の光』（1979年）[注釈 18]